# Lemofjärden
Lemofjärden (finska: Lemunaukko) är en fjärd i Finland. Den ligger i landskapet Egentliga Finland, i den sydvästra delen av landet, 150 km väster om huvudstaden Helsingfors.
Lemofjärden avgränsas av fastlandet i nordöst, Kustö i sydöst, Kakskerta i sydväst samt Kulho i nordväst. Den ansluter till Kirkkosuntti i väster, Pohjoissalmi i norr och Kustö sund i öster.